# Университет аз-Зайтуна
Университет аз-Зайтуна (араб. جامعة الزيتونة‎) — старейшее из ныне существующих высших учебных заведений в мире, которое появилось в VIII веке (732 год). Долгое время существовал как религиозная школа при одноимённой мечети. Со временем эта школа превратилась в один из духовных центров исламского мира. В современном смысле университет появился лишь в 1956 году, после обретения Тунисом независимости. В 1961 году университет превратился в теологический факультет Тунисского университета (фр.) и фактически был им поглощён, в 2012 году вновь был возрождён (хотя упоминание о ректорах аз-Зайтуна встречалось и 2010 году).
Известными выпускниками университета были историк Ибн Хальдун, поэт Абу-ль-Касим аш-Шабби, писатель и учёный Тахар Хаддад (англ.), политик Абдуль-Азиз ас-Саалиби (англ.), судья Мухаммад Ибн Ашур, шейх аль-Азхара Мухаммад Хадр Хусейн, поэт и реформатор Салим Бухаджиб, учёный Мухаммад Нахли, учёный-энциклопедист Ахмад Ибн Абу Бакр ат-Тифаши и мн.др.